# U-271
U-271 — средняя немецкая подводная лодка типа VIIC времён Второй мировой войны.

## История
Заказ на постройку субмарины был отдан 20 января 1941 года. Лодка была заложена 21 октября 1941 года на верфи Бремен-Вулкан под строительным номером 36, спущена на воду 29 июля 1942 года. Лодка вошла в строй 23 сентября 1942 года под командованием капитан-лейтенанта Курта Барлебена.

### Флотилии
- 23 сентября 1942 года — 31 мая 1943 года — 8-я флотилия (учебная)
- 1 июня 1943 года — 28 января 1944 года — 1-я флотилия

### История службы
Лодка совершила 3 боевых похода, успехов не достигла. Потоплена 28 января 1944 года к западу от Лимерика, в районе с координатами 53°15′ с. ш. 15°52′ з. д. глубинными бомбами с американского самолёта типа «Либерейтор». 51 погибший (весь экипаж).

### Атаки на лодку
- 24 июня 1943 года атаковавший лодку американский самолёт был сбит, весь его экипаж погиб[1].
- 21 октября 1943 года переоборудованная в зенитную подлодку U-271 была атакована двумя самолётами типа «Эвенджер» c авианосца USS Core, один член экипажа лодки погиб.